# Novy Urengoy
Novy Urengoy (tiếng Nga: Новый Уренгой) là một thành phố Nga. Thành phố này thuộc chủ thể Khu Tự trị Yamalo-Nenets. Thành phố có dân số 94.456 người (theo điều tra dân số năm 2002). Đây là thành phố lớn thứ 176 của Nga theo dân số năm 2002.

## Khí hậu
| Dữ liệu khí hậu của Novy Urengoy        | Dữ liệu khí hậu của Novy Urengoy | Dữ liệu khí hậu của Novy Urengoy | Dữ liệu khí hậu của Novy Urengoy | Dữ liệu khí hậu của Novy Urengoy | Dữ liệu khí hậu của Novy Urengoy | Dữ liệu khí hậu của Novy Urengoy | Dữ liệu khí hậu của Novy Urengoy | Dữ liệu khí hậu của Novy Urengoy | Dữ liệu khí hậu của Novy Urengoy | Dữ liệu khí hậu của Novy Urengoy | Dữ liệu khí hậu của Novy Urengoy | Dữ liệu khí hậu của Novy Urengoy | Dữ liệu khí hậu của Novy Urengoy |
| Tháng                                   | 1                                | 2                                | 3                                | 4                                | 5                                | 6                                | 7                                | 8                                | 9                                | 10                               | 11                               | 12                               | Năm                              |
| --------------------------------------- | -------------------------------- | -------------------------------- | -------------------------------- | -------------------------------- | -------------------------------- | -------------------------------- | -------------------------------- | -------------------------------- | -------------------------------- | -------------------------------- | -------------------------------- | -------------------------------- | -------------------------------- |
| Trung bình ngày tối đa °C (°F)          | −22 (−8)                         | −21 (−6)                         | −13 (9)                          | −6 (21)                          | 1 (34)                           | 11 (52)                          | 18 (64)                          | 15 (59)                          | 8 (46)                           | −3 (27)                          | −13 (9)                          | −18 (0)                          | −4 (26)                          |
| Tối thiểu trung bình ngày °C (°F)       | −30 (−22)                        | −30 (−22)                        | −23 (−9)                         | −17 (1)                          | −7 (19)                          | 4 (39)                           | 10 (50)                          | 8 (46)                           | 2 (36)                           | −9 (16)                          | −20 (−4)                         | −26 (−15)                        | −11 (11)                         |
| Lượng Giáng thủy trung bình mm (inches) | 27 (1.1)                         | 20 (0.8)                         | 24 (0.9)                         | 25 (1.0)                         | 34 (1.3)                         | 48 (1.9)                         | 57 (2.2)                         | 64 (2.5)                         | 61 (2.4)                         | 45 (1.8)                         | 36 (1.4)                         | 30 (1.2)                         | 471 (18.5)                       |
| Nguồn: World Climate Guide              |                                  |                                  |                                  |                                  |                                  |                                  |                                  |                                  |                                  |                                  |                                  |                                  |                                  |